# Mycodrosophila claudensis
Mycodrosophila claudensis är en tvåvingeart som beskrevs av Bock 1980. Mycodrosophila claudensis ingår i släktet Mycodrosophila och familjen daggflugor. Inga underarter finns listade i Catalogue of Life.